# فيل سريلانكي
فيل سريلانكي (الاسم العلمي: Elephas maximus maximus) (بالإنجليزية: Sri Lankan elephant)‏ هو نويع من الحيوانات يتبع نوع الفيل الآسيوي من جنس الفيل الآسيوي.